# Vendée (departma)
Vendée ali Vendeja (oznaka 85) je francoski departma ob Atlantskem oceanu, imenovan po reki Vendée, ki teče skozenj. Nahaja se v regiji Loire.

## Zgodovina
Departma je bil ustanovljen v času francoske revolucije 4. marca 1790 iz dela nekdanje province Poitou (Bas-Poitou), otoka Île de Noirmoutier ter manjšega dela nekdanje province Bretanije.
Sedanje ozemlje departmaja je bilo prvotno poznano kot Bas-Poitou. Med stoletna vojno (1337-1453) se je sprevrglo v množično bojišče.
Pokrajina je bila močno zaznamovana v času verskih vojn, ko so jo imeli pod oblastjo vplivni protestantje. Preklic Nantskega edikta 1685 je povzročil množični beg hugenotov iz Vendeje.
Med francosko revolucijo so se kmetje leta 1793 uprli proti revolucionarni vladi v tim. Vendejski vstaji, ogorčeni nad spremembami vsiljenimi rimokatoliški cerkvi. Gverilska vojna, ki jo je od začetka vodila stranka imenovana Chouans (skovirji), je do njenega bridkega konca v letu 1796 zahtevala več kot 100,000 življenj.

## Geografija
Vendée leži v jugozahodnem delu regije Loire ob Biskajskem zalivu. Na severu meji na departmaja Loire-Atlantique in Maine-et-Loire, na vzhodu in jugu pa na departmaja regije Poitou-Charentes Deux-Sèvres in Charente-Maritime.